# Aeolosoma maritimum
Aeolosoma maritimum är en ringmaskart som beskrevs av Westheide och Bunke 1970. Aeolosoma maritimum ingår i släktet Aeolosoma, och familjen Aeolosomatidae. Arten har ej påträffats i Sverige.